# Ocotal
Ocotal ist eine Stadt im Norden Nicaraguas im Departamento Nueva Segovia etwa 225 km von Managua entfernt. Sie liegt 598 m hoch, ihre Fläche beträgt 104 km², auf der etwa 32.450 Einwohner hauptsächlich vom Kaffee- und Tabak-Anbau leben.

## Geschichte
Die Stadt wurde 1780 als Nueva Reducción de Segovia gegründet.
Ocotal war in den 1920er Jahren eine Hochburg der Armee von Augusto César Sandino. Sie wurde am 16. Juli 1927 in der Schlacht von Ocotal von Einheiten des U.S. Marine Corps aus der Luft bombardiert.

## Partnerstädte
- Swindon, Großbritannien
- Hartford, USA
- Wiesbaden, Deutschland

## Weblinks

Monumento San Francisco